# 唐·斯科兰德
唐纳德·阿瑟·斯科兰德（英語：Donald Arthur Schollander，1946年4月30日—），美国前男子游泳运动员，为四项赛事的前世界纪录保持者。他在1964年和1968年夏季奥运会上共获得5枚金牌和1枚银牌。